# Warner Westenra (2e baron Rossmore)
Warner William Westenra, 2e baron Rossmore (14 octobre 1765 - 10 août 1842), est un propriétaire foncier et homme politique anglo-irlandais.

## Biographie
Westenra est le fils d'Henry Westenra, député du comté de Monaghan, et d'Harriet Murray, fille du colonel John Murray, également député du comté de Monaghan. Il fait ses études au Trinity College de Dublin.
Westenra est élu à la Chambre des communes irlandaise pour le comté de Monaghan en août 1800, siège qu'il occupe jusqu'en décembre de la même année, lorsque le Parlement irlandais est aboli,. Il représente ensuite la circonscription nouvellement créée du comté de Monaghan au Parlement britannique jusqu'en 1801, quand il succède au mari de sa tante maternelle, le général Robert Cuninghame (1er baron Rossmore), en tant que 2e baron Rossmore selon un reste spécial dans les lettres patentes. C'est une pairie irlandaise et ne lui donne pas droit à un siège automatique à la Chambre des lords, bien qu'il ait été forcé de démissionner de son siège à la Chambre des communes, car ses pairs irlandais n'étaient pas autorisés à représenter les circonscriptions irlandaises au Parlement. En 1805, il devient Custos Rotulorum du comté de Monaghan et, en 1831, il devient le premier Lord Lieutenant de Monaghan. Il occupe les deux postes jusqu'à sa mort. En 1838, il est créé baron Rossmore, du comté de Monaghan, dans la pairie du Royaume-Uni qui lui donne un siège à la Chambre des Lords.

## Famille
Lord Rossmore épouse Mary Ann Walsh, fille de Charles Walsh, de Walsh Park, comté de Tipperary et Sarah Simpson, en 1791, et a trois fils. Leur troisième fils, John Westenra, représente le comté de King au Parlement. Lady Rossmore est décédée en août 1807 et Lord Rossmore se remarie à Lady Augusta Charteris, fille de Francis Charteris (Lord Elcho), en 1819. Il n'y a pas d'enfants issus de ce mariage. Elle est décédée en juillet 1840. Lord Rossmore meurt à Rossmore Park, comté de Monaghan, en août 1842, à l'âge de 76 ans, et son fils aîné, Henry Westenra (3e baron Rossmore) (en) lui succède.